# Bandiera dello Utah
L'attuale bandiera dello Utah è adottata nel 2024 e consiste in tre bande irregolari, in alto in blu marino, in mezzo il bianco con le linee da montagna con al centro un esagono di blu marino con dei bordi dorati, ed un alveare stilizzato al centro dell'esagono, con in basso una piccola stellina bianca a cinque punte. In basso vi è una banda orizzontale di rosso, parzialmente tagliata dall'esagono.

## Evoluzione
Il disegno precedente è stato adottato nel febbraio del 2011 tramite una risoluzione volta a correggere un errore introdotto nel 1922, quando un produttore di bandiere cucì le cifre 1847 immediatamente al di sopra dell'anno 1896 invece che all'interno dello scudo.
Il 9 marzo 2024 è stato sostituito da un nuovo vessillo.

## Bandiere storiche

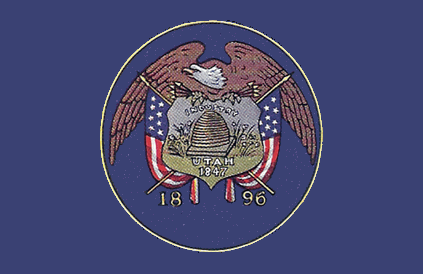
(1913–1922)
(1922–2011)
(2011–2024)
(dal 2024)